# Ze'ev Aleksandrowicz

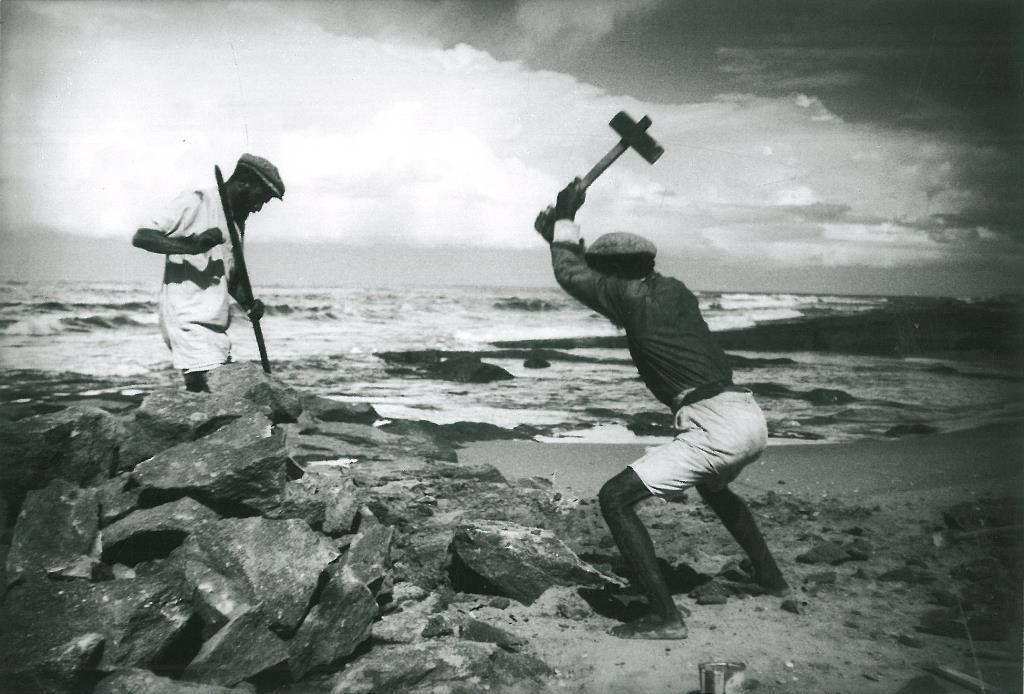
Lom ve 30. letech v Tel Avivu. Fotografováno poblíž ústí řeky Yarkon v Tel Avivu, 1930–1940

Ze'ev (Wilhelm) Aleksandrowicz (hebrejsky זאב אלכסנדרוביץ‎; 7. dubna 1905, Krakov – 5. ledna 1992 Tel Aviv) byl izraelský fotograf narozený v Polsku nejznámější díky své práci v Palestině a Japonsku během první poloviny 30. let 20. století.

## Životopis
Aleksandrowicz se narodil v Krakově v roce 1905 do židovské rodiny. Jeho otec Sinaj Zygmunt, majitel významného velkoobchodu s papírem, byl komunálně a filantropicky aktivní jako člen městské rady a jeden z vůdců židovské komunity. Jeho matka, Hela Rakower, byla potomkem jedné z největších a dlouholetých židovských rodin v Krakově. Aleksandrowicz studoval na hebrejské základní škole a na polské střední škole, poté je rodina poslala na vysokoškolské studium na obchodní školy ve Vídni a Basileji, aby byl připraven na rodinný podnik.

## Fotografická kariéra
Aleksandrowicze fotografie přitahovala již od mladého věku. Jeho teta Róża, která vedla renomovaný obchod s uměleckými potřebami naproti Akademii umění v Krakově a která byla napojena na umělecké a kulturní kruhy města, mu dala jeho první fotoaparát. Během 20. let 20. století začal intenzivně fotografovat v Polsku a v dalších evropských zemích a vytvořil stovky fotografií.
Na začátku třicátých let Aleksandrowicz získal několik moderních kinofilmových fotoaparátů Leica, což mu poskytlo flexibilitu při výběru jeho fotografovaných subjektů. Se svým fotoaparátem začal cestovat dále do zahraničí a fotografoval v Polsku, Japonsku, Spojených státech, Egyptě a v řadě dalších zemí.
Aleksandrowicz byl aktivním a nadšeným zastáncem sionistické myšlenky. V letech 1932 až 1935 navštívil třikrát Palestinu a pořídil stovky fotografií, zejména v Tel Avivu a Jaffě, Haifě, Jeruzalémě, Tiberiadě, Hadera, Jezreelském údolí a Jordánském údolí. Pořizoval také portrétní fotografie ústředních osobností tehdejšího sionistického hnutí, včetně Hayima Nahmana Bialika, Uri Zvi Greenberga, Ze'eva Jabotinského, Abby Ahimeira, Haima Arlosoroffa, Nahuma Sokolowa, Jicchaka Ben-Zviho a dalších.
V rozhovorech se členy své rodiny se Aleksandrowicz definoval jako „amatérský fotograf“, tj. fotograf, který není závislý na fotografování a může si svobodně zvolit své fotografované subjekty podle přání. Tento přístup mu však nezabránil ve snaze publikovat své práce. Aleksandrowicz nabídl své fotografie řadě židovských a sionistických novin v Polsku a Spojených státech, které je zveřejňovaly jako fotoreportáže pod jeho jménem.
V roce 1936 se oženil s Lea Chelouche, dcerou jedné z dlouholetých rodin v židovském Yishuv. Pár měl čtyři děti. Poté, co se ve stejném roce usadil v Palestině, přestal Aleksandrowicz téměř úplně fotografovat, s výjimkou příležitostných fotografií blízkých členů rodiny. Důvody pro tento krok zůstávají nejasné.

## Smrt a znovuobjevení
Aleksandrowicz zemřel v Tel Avivu v roce 1992. Jedenáct let po jeho smrti byl náhodou v jeho domě objeven potrhaný kožený kufr, ve kterém bylo ukryto nejlepší plody jeho umění – v rezavých plechových krabičkách bylo nalezeno více než 15 000 negativů. Velká většina těchto negativů nebyla během jeho života vytištěna. Výzkumníci a odborníci posoudili hodnotu a hodnotu sbírky po dlouhém procesu skenování a identifikace fotografií podle místa, osoby a data. Jeho rodina se velmi podivovala nad tím, že se nikdy nezmínil o existenci této velké sbírky negativů, zejména poté, co v posledních letech získal nové uznání jako fotograf.
Od roku 2010 je sbírka Aleksandrowicz, kterou vlastní rodina fotografa, přístupná online prostřednictvím specializované internetové stránky Izraelské národní knihovny.

## Výstavy a katalogy
- Jewish Heritage in the Eye of the Camera, Museum of the Jewish Diaspora, 1984
- Our Man in Japan: Ze'ev Aleksandrowicz's Photographs from his Journey to Japan in 1934, Manggha Museum of Japanese Art and Technology, 2008
  - Our Man in Japan, výstavní katalog (anglicky a polsky)
- Japan 1934: The Photographs of Ze'ev Aleksandrowicz, Tikotin Museum of Japanese Art, 2008.
- Swirling Sands: Tel Aviv of the 1930s through the Lens of Ze'ev Aleksandrowicz, Galicia Jewish Museum, 2009
  - Swirling Sands, výstavní katalog (anglicky a hebrejsky)
- Poland and Palestine: Two Lands and Two Skies: Cracovian Jews in the Photographs of Ze'ev Aleksandrowicz, Galicia Jewish Museum, 2011–12
  - Poland and Palestine: Two Lands and Two Skies[nedostupný zdroj], výstavní katalog (anglicky a polsky)
- Between Haifa and Jericho: Historic Cities in the Photographs of Ze'ev Aleksandrowicz, Haifa City Museum, 2014
  - Between Haifa and Jericho, výstavní katalog (anglicky, hebrejsky a arabsky)
- Israel Before Israel: Photographs by Ze’ev Aleksandrowicz 1932–1936, Židovské muzeum (Vídeň), 2017
  - Israel Before Israel: Photographs by Ze’ev Aleksandrowicz 1932–1936, výstavní katalog (německy a anglicky)

## Galerie

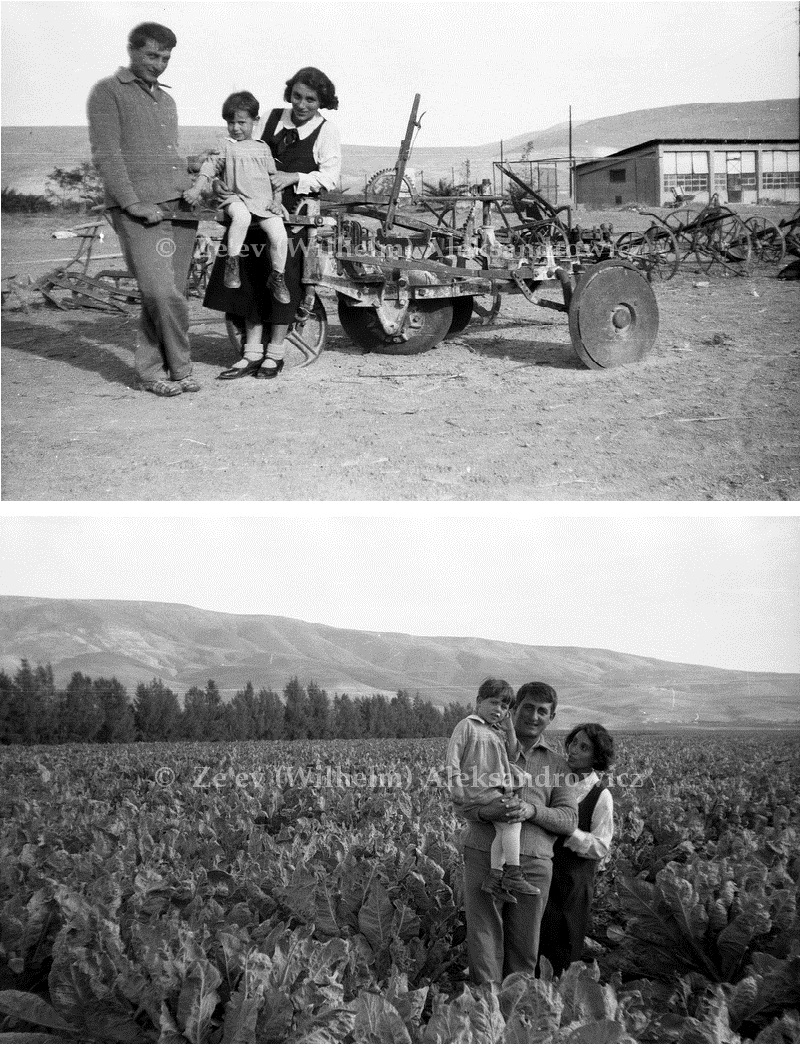
Beit Zera, 1933
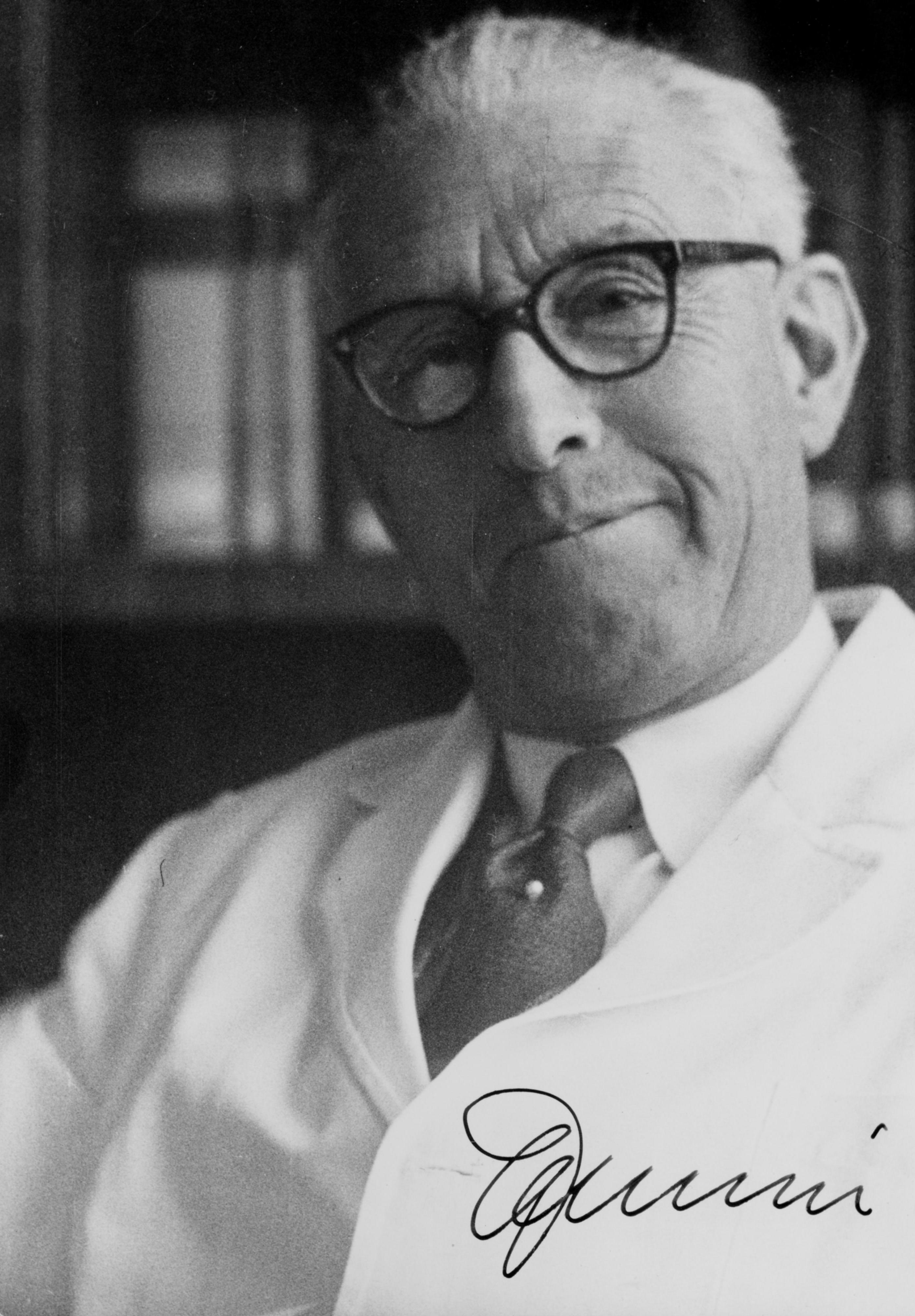
Guido Fanconi
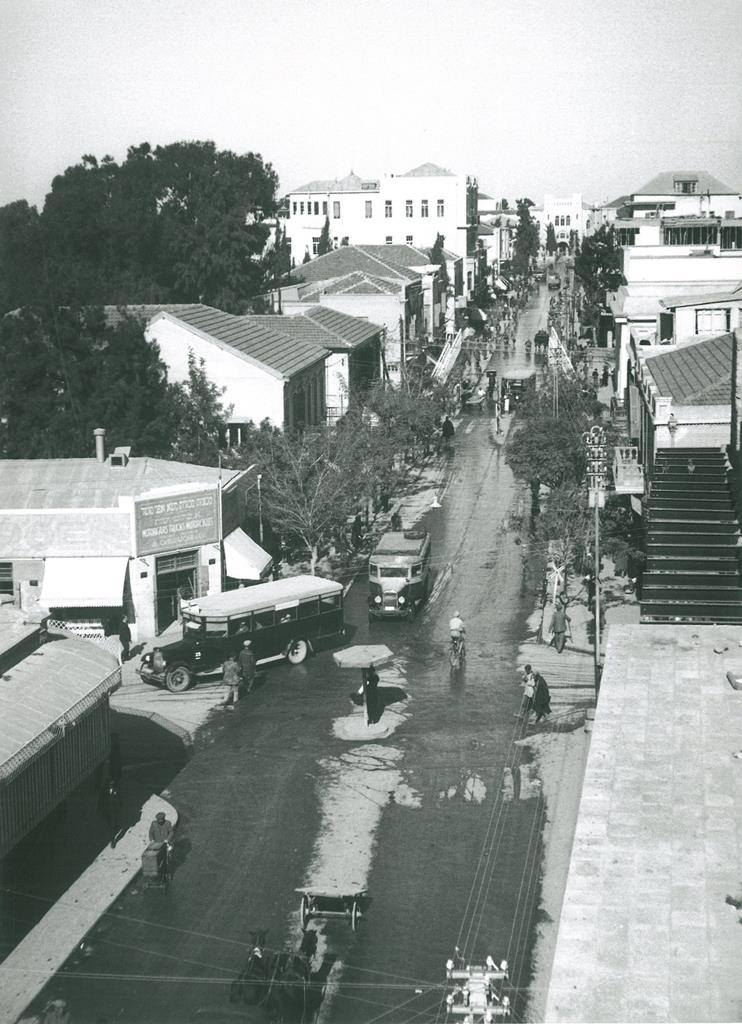
Pohled na ulice Herzl, Tel Aviv, 1930–1940
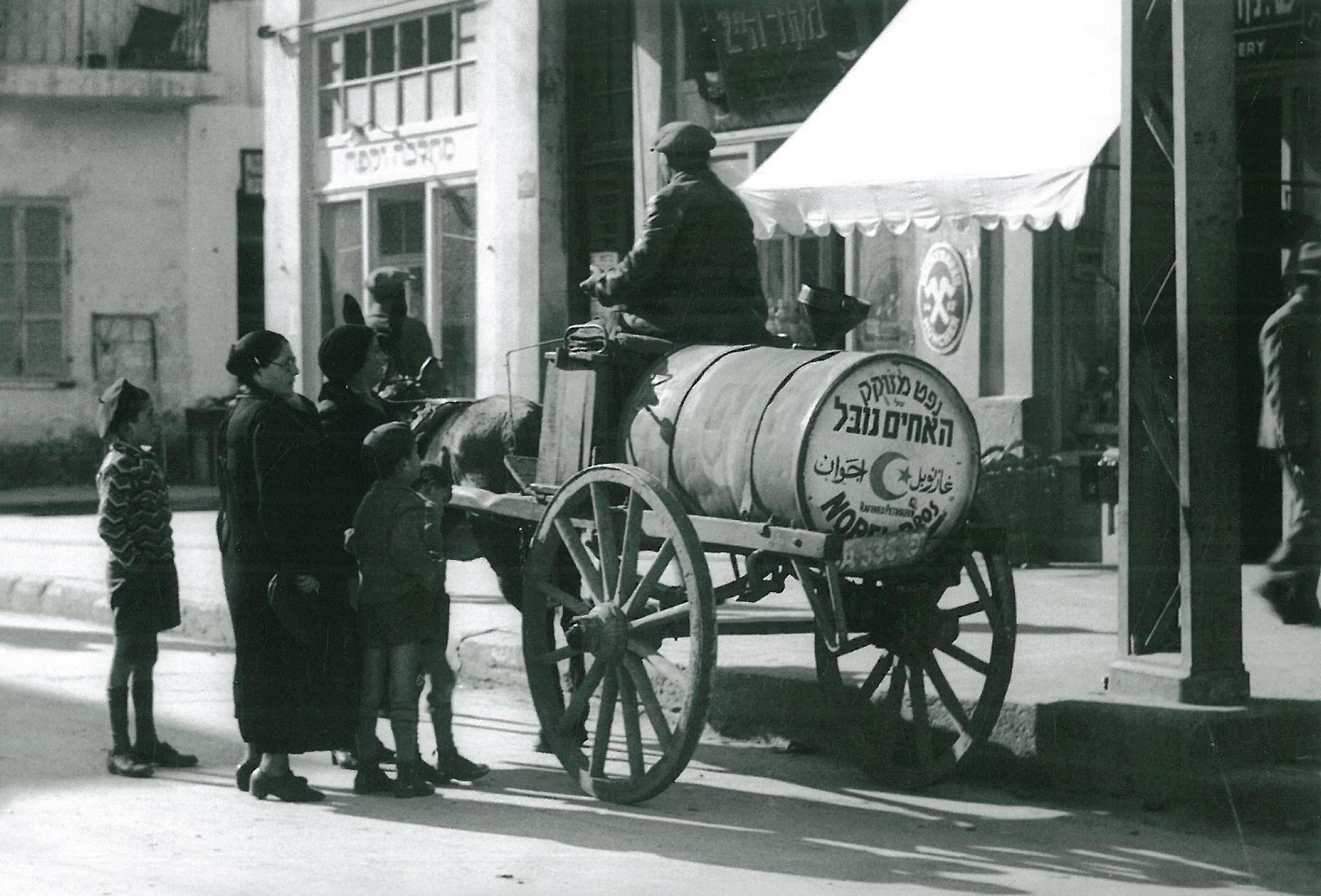
Tel Aviv, 1920–1930
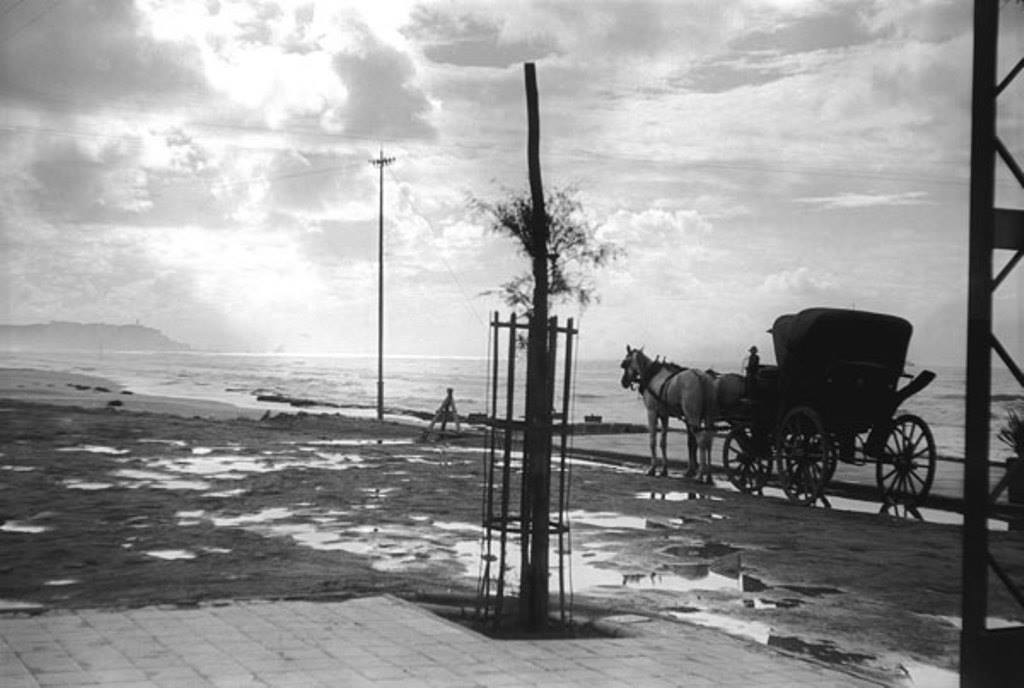
Tel Aviv, 1920–1930
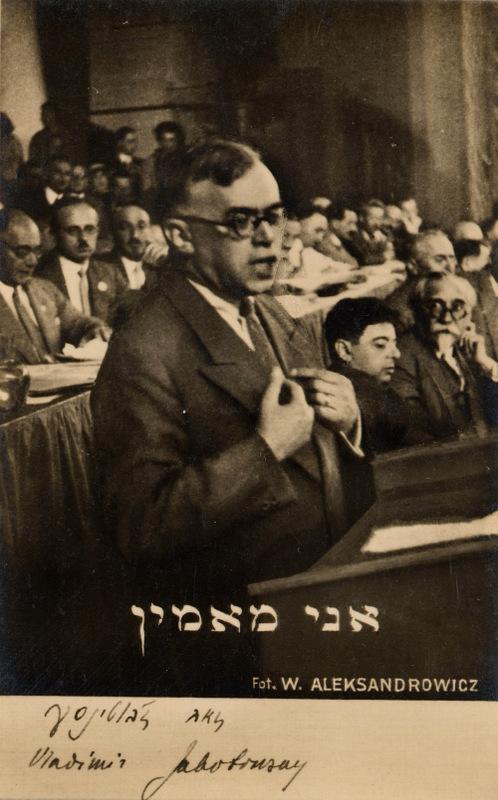
Zeev Jabotinsky na Mezinárodním sionistickém kongresu, 1931